# Júnior Brumado
Júnior Brumado (* 15. Mai 1999 in Brumado; bürgerlich José Francisco dos Santos Júnior) ist ein brasilianischer Fußballspieler. 

## Karriere
Júnior Brumado, dessen Künstlername nach seiner Geburtsstadt gewählt ist, wuchs in Brasilien auf und stieg beim damals noch erstklassigen EC Bahia zum Profifußballer auf. In der brasilianischen Série A debütierte er im Heimspiel gegen den Avaí FC am 17. Juli 2017, das mit 1:1 endete. 2018 erreichte er mit dem EC Bahia das Finale des Copa do Nordeste, in dem man sich nach Hin- und Rückspiel dem Sampaio Corrêa FC geschlagen geben musste. Außerdem bestritt er sechs Spiele in der Copa Sudamericana und erzielte dabei ein Tor; Bahia erreichte das Viertelfinale und musste sich dem späteren Pokalsieger Athletico Paranaense geschlagen geben.
Zu Beginn des Jahres 2019 verpflichtete der dänische Erstligist FC Midtjylland den Stürmer, wo er seither unter Vertrag steht. Zu seinem ersten Einsatz in der Superliga kam er in der Meisterschaftsrunde 2018/19 beim 2:0-Heimsieg gegen Odense BK. Die Spielzeit beendete er mit Midtjylland als Vizemeister und wurde als Teil der Mannschaft dänischer Pokalsieger, kam im Finale gegen Bröndby IF jedoch nicht zum Einsatz. Ein Jahr später wurde er ligaintern im Tausch gegen Ronnie Schwartz für die Rückrunde 2019/20 an Silkeborg IF verliehen. In den nächsten zwei Spielzeiten wurde er abermals Vizemeister mit Midtjylland. 2022 gewann er mit der Mannschaft erneut den dänischen Pokal, war allerdings wieder nicht Teil des Finalkaders. 
International spielte er mit Midtjylland 2019/20 in der Europa League-Qualifikationsrunde, 2020/21, 2021/22 und 2022/23 in der Champions-League-Qualifikation. 2021/22 nahm er mit der Mannschaft an der Europa League teil. 
Im September 2023 ging er für die Saison 2023/24 auf Leihbasis zu Hansa Rostock in die 2. deutsche Bundesliga. Sein erstes Spiel für die Norddeutschen bestritt er bei der 1:3-Heimniederlage gegen Fortuna Düsseldorf am 26. September 2023, als er in der 67. Minute für Kai Pröger eingewechselt wurde. Das erste Tor für Hansa erzielte er am 24. September 2023 bei der 1:3-Niederlage in Kaiserslautern. Am Saisonende stieg er mit der Kogge in die 3. Liga ab.
Anschließend wurde er zum brasilianischen Coritiba FC verliehen, für den er bis zum Sommer 2025 insgesamt 31 Ligaspiele bestritt.
Nach seiner Rückkehr zum FC Midtjylland bestritt er für die Dänen erstmals am 31. Juli 2025 wieder ein Spiel, als er in der Europa League-Qualifikation gegen Hibernian Edinburgh für Pedro Bravo eingewechselt wurde und in der 119. Minute den 2:1-Siegtreffer erzielte.

## Erfolge
EC Bahia
- Staatsmeisterschaft von Bahia: 2018

FC Midtjylland
- Dänischer Pokalsieger: 2019, 2022